# Zorro (TV-serie)
Zorro är en amerikansk TV-serie från 1990-1993, med Duncan Regehr i rollen som Zorro, den orädde latinamerikanske hjälten och fäktaren. Den utspelar sig i Spanska Kalifornien under tidigt 1800-tal (även om det i serien talas engelska istället för spanska). Serien sändes i Kanal 5 1992-1994, och gick sedan i repris i Kanal 5 1996-2001, samt i TV4 Guld 2010-2013 enligt SMDB. 

## Rollista (i urval)
- Duncan Regehr - Don Diego de la Vega / Zorro[1]
- Patrice Martinez - Victoria Escalante (som "Patrice Camhi" säsong 1–3)
- James Victor - Sgt. Jaime Mendoza
- Michael Tylo - Alcalde Luis Ramone (säsong 1–2)
- J. G. Hertzler - Alcalde Ignacio de Soto (säsong 3–4)
- Efrem Zimbalist Jr. - Don Alejandro de la Vega (säsong 1)
- Henry Darrow - Don Alejandro de la Vega (säsong 2–4)
- Juan Diego Botto - Felipe

### Gästskådespelare (i urval)
- André the Giant
- Daniel Craig
- Omri Katz
- Pete Postlethwaite
- Hunter Tylo
- Adam West

### Fotnoter
1. ↑  Jay Sharbutt (4 januari 1990). ”Masked Zorro Returns Friday to Make His Mark on Cable TV” (på engelska). Los Angeles Times. http://articles.latimes.com/1990-01-04/entertainment/ca-544_1_zorro-costumes. Läst 16 juli 2016.